# جورج لامبرت
جورج لامبرت (11 مايو 1919 ببادنغتون في المملكة المتحدة - 30 أكتوبر 1991 ببرستل في المملكة المتحدة) (بالإنجليزية: George Lambert)‏ هو لاعب كريكت بريطاني (وحمل سابقاً جنسية المملكة المتحدة لبريطانيا العظمى وأيرلندا). لعب مع نادي مقاطعة غلوستر للكريكت ‏ ونادي مقاطعة سومرست للكريكت ‏.